# Satoru Nakajima
 Satoru Nakajima  va ser un pilot de curses automobilístiques japonès que va arribar a disputar curses de Fórmula 1.
Va néixer el 23 de febrer del 1953 a Okazaki, Aichi, Japó.

## A la F1
Satoru Nakajima va debutar a la primera cursa de la temporada 1987 (la 38a temporada de la història) del campionat del món de la Fórmula 1, disputant el 12 d'abril del 1987 el G.P. de Brasil al circuit de Jacarepaguà.
Va participar en un total de vuitanta curses puntuables pel campionat de la F1, disputades en cinc temporades consecutives (1987 - 1991), aconseguint una quarta posició (en dues ocasions) com millor classificació en una cursa i assolí setze punts pel campionat del món de pilots.

## Resultats a la Fórmula 1
| Any  | Equip                       | Xassís  | Motor    | 1     | 2       | 3       | 4       | 5         | 6         | 7       | 8       | 9       | 10      | 11      | 12      | 13      | 14      | 15      | 16      | Posició | Punts |
| ---- | --------------------------- | ------- | -------- | ----- | ------- | ------- | ------- | --------- | --------- | ------- | ------- | ------- | ------- | ------- | ------- | ------- | ------- | ------- | ------- | ------- | ----- |
| 1987 | Camel Lotus Honda           | Lotus   | Honda    | BRA 7 | SMR 6   | BEL 5   | MON 10  | E.USA Ret | FRA NC    | GBR 4   | ALE Ret | HUN Ret | AUT 13  | ITA 11  | POR 8   | ESP 9   | MEX Ret | JPN 6   | AUS Ret | 12è     | 7     |
| 1988 | Camel Lotus Honda           | Lotus   | Honda    | BRA 6 | SMR 8   | MON NVQ | MEX Ret | CAN 11    | E.USA NVQ | FRA 7   | GBR 10  | ALE 9   | HUN 7   | BEL Ret | ITA Ret | POR Ret | ESP Ret | JPN 7   | AUS Ret | 16è     | 1     |
| 1989 | Camel Team Lotus            | Lotus   | Judd     | BRA 8 | SMR NC  | MON NVQ | MEX Ret | USA Ret   | CAN NVQ   | FRA Ret | GBR 8   | ALE Ret | HUN Ret | BEL NVQ | ITA 10  | POR 7   | ESP Ret | JPN Ret | AUS 4   | 21è     | 3     |
| 1990 | Tyrrell Racing Organisation | Tyrrell | Cosworth | USA 6 | BRA 8   |         |         |           |           |         |         |         |         |         |         |         |         |         |         | 15è     | 3     |
| 1990 | Tyrrell Racing Organisation | Tyrrell | Cosworth |       |         | SMR Ret | MON Ret | CAN 11    | MEX Ret   | FRA Ret | GBR Ret | ALE Ret | HUN Ret | BEL Ret | ITA 6   | POR NVS | ESP Ret | JPN 6   | AUS Ret | 15è     | 3     |
| 1991 | Braun Tyrrell Honda         | Tyrrell | Honda    | USA 5 | BRA Ret | SMR Ret | MON Ret | CAN 10    | MEX 12    | FRA Ret | GBR 8   | ALE Ret | HUN 15  | BEL Ret | ITA Ret | POR 13  | ESP 17  | JPN Ret | AUS Ret | 15è     | 2     |

### Resum
| Curses: | Victòries: | Pòdiums: | Poles: | Voltes ràpides: | Punts: |
| ------- | ---------- | -------- | ------ | --------------- | ------ |
| 80 (74) | 0          | 0        | 0      | 1               | 16     |